# Peniculus scomberi
Peniculus scomberi is een eenoogkreeftjessoort uit de familie van de Pennellidae. De wetenschappelijke naam van de soort is voor het eerst geldig gepubliceerd in 1951 door Gnanamuthu.